# Qiongshan
Qiongshan léase Chióng-Shan (en chino tradicional, 瓊山; en chino simplificado, 琼山; pinyin, Qióngshān; en Wade-Giles: Ch'iungshan; Pinyin postal: Kiungshan), anteriormente llamada Qiongzhou (en chino tradicional, 瓊州; en chino simplificado, 琼州; pinyin, Qióngzhōu; Pinyin postal: Kiungchow), es un distrito urbano bajo la administración directa de la ciudad de Haikou, la capital de la provincia de Hainan , República Popular China. Su área es de 940 y su población total para 2010 fue de 479 960 habitantes.
El dialecto Qiongshan del idioma Lingao es hablado en Qiongshan.
Hai Rui, un oficial de la dinastía Ming, de quien Hai Rui Park tomó su nombre, era de Qiongshan. Chen Yuyi, Presidente del Comité CPPCC provincial de Hainan, nació en Qiongshan en 1936.

## Administración
El distrito de Longhua se divide en 11 pueblos que se administran en 7 subdistritos y 4 poblados.